# Glappa

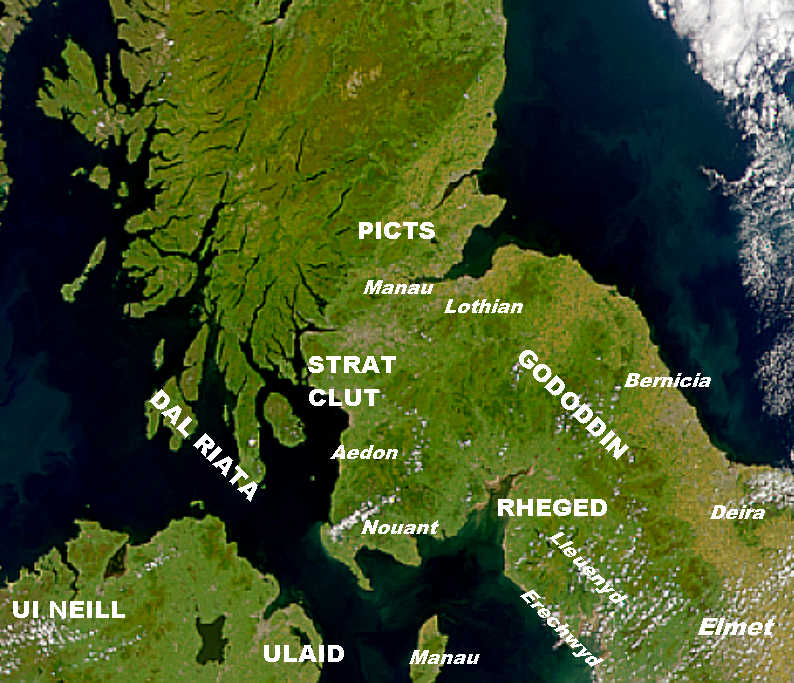
image de la NASA localisant la Bernicie

Glappa est le deuxième roi de Bernicie connu. Il aurait régné pendant une année après Ida, de 559 à 560 ou 560 à 561.
Il ne figure pas dans les listes de fils d'Ida, ce qui suggère qu'il appartient à une lignée rivale. On ne lui connaît pas de descendants, et la royauté revient après lui à Adda, un fils d'Ida.